# Germania de Nord

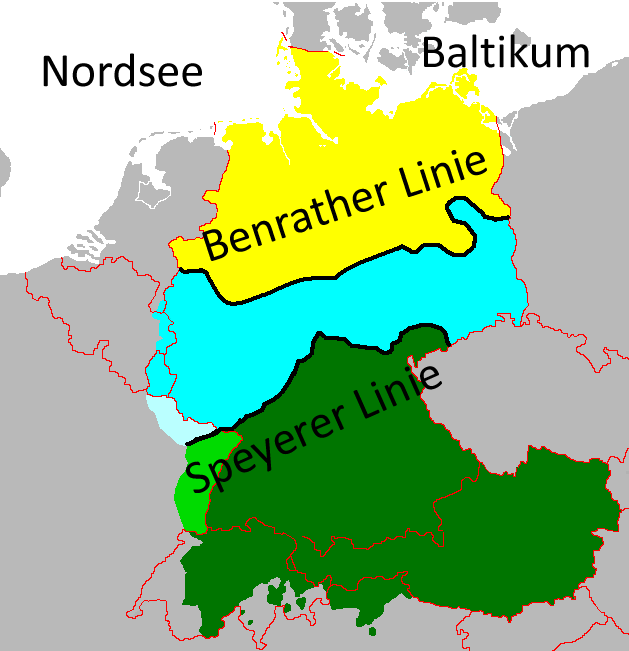
Germania de Sud (verde)
Germania Centrală (albastru)
Germania de Nord (galben)

Germania de Nord (în germană: Norddeutschland) este un termen geografic care nu este destul de bine precizat, el corespunzând în bună parte cu regiunea joasă de șes din Germania de Nord (Câmpia Germano-Poloneză). În prezent se consideră Germania de Nord ca fiind alcătuită din regiunile nordice situate la nord de „linia Uerding” (care travesează Krefeld-Uerdingen  și Duisburg-Mündelheim) de pe teritoriul actual al Germaniei, unde se vorbește dialectul germana de jos. Regiunea germanilor de nord este caracterizată printr-o limbă și mentalitate comună care se explică prin trecutul istoric al regiunii, impregnat de Liga Hanseatică.